# Wiktor Stanislawowitsch Kortschagin

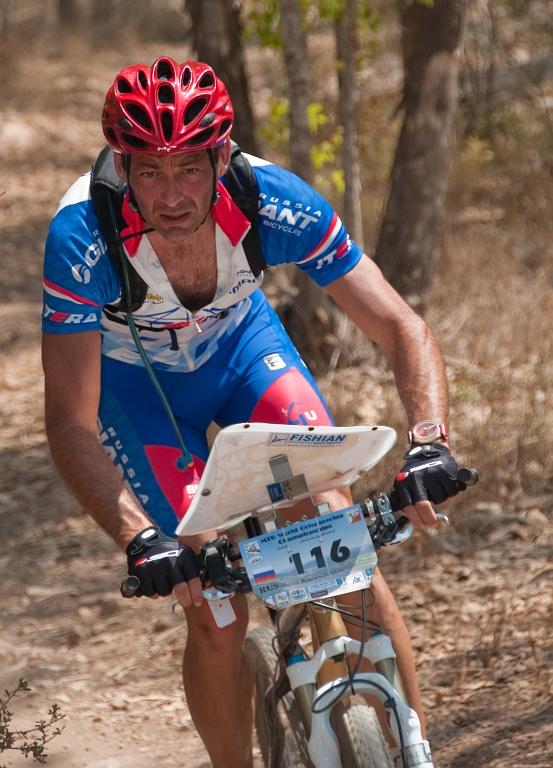
Wiktor Kortschagin, 2009

Wiktor Stanislawowitsch Kortschagin (russisch Виктор Станиславович Корчагин; * 7. August 1967 in Achali Atoni, Abchasische ASSR, Sowjetunion) ist ein russischer Ski-Orientierungsläufer und Mountainbike-Orientierungsfahrer.

## Laufbahn
Im Ski-Orientierungslauf wurde Kortschagin viermal Weltmeister: 1998 auf der Langdistanz sowie dreimal zwischen 1998 und 2002 mit der russischen Staffel. Seine erste Medaille gewann er bereits 1992, als die GUS-Staffel Platz zwei erreichte. 1994 gewann das russische Team mit Kortschagin Bronze. 1998 folgte sein großer Durchbruch: Auf der Kurzdistanz wurde er Vierter, auf der Langdistanz und mit der Staffel gewann er Gold. Auch 2000 und 2002 wurde er mit der russischen Staffel Weltmeister. Im Sprint gewann Kortschagin 2002 die Silbermedaille.
2002 nahm Wiktor Kortschagin auch bei der ersten Mountainbike-Orienteering-Weltmeisterschaft in Frankreich teil. Er kam in allen drei Wettbewerben unter die ersten sechs. Bei der folgenden Weltmeisterschaft 2004 wurde er Dritter auf der Kurzdistanz hinter Adrian Jackson aus Australien und Alain Berger aus der Schweiz, 2005 Zweiter hinter seinem Landsmann Ruslan Grizan auf der langen Strecke. Eine weitere Medaille gewann er 2006, als die russische Staffel Silber gewann.

## Platzierungen

### Ski-Orientierungslauf
Weltmeisterschaften:
- 1990: 15. Platz Kurz, 4. Platz Staffel
- 1992: 23. Platz Kurz, 20. Platz Lang, 2. Platz Staffel
- 1994: 6. Platz Kurz, 9. Platz Lang, 3. Platz Staffel
- 1996: 10. Platz Kurz, 22. Platz Lang, 4. Platz Staffel
- 1998: 4. Platz Kurz, 1. Platz Lang, 1. Platz Staffel
- 2000: 7. Platz Kurz, 9. Platz Lang, 1. Platz Staffel
- 2002: 2. Platz Sprint, 17. Platz Mittel, 14. Platz Lang, 1. Platz Staffel

Gesamt-Weltcup:
- 1989: 57. Platz
- 1993: 24. Platz
- 2001: 16. Platz

### Mountainbike-Orienteering
Weltmeisterschaften:
- 2002: 5. Platz Kurz, 6. Platz Lang, 4. Platz Staffel
- 2004: 3. Platz Kurz, 15. Platz Lang, 6. Platz Staffel
- 2005: 2. Platz Lang, 4. Platz Staffel
- 2006: 10. Platz Mittel, 9. Platz Lang, 2. Platz Staffel
- 2007: 18. Platz Kurz, 4. Platz Mittel, 16. Platz Lang, 4. Platz Staffel
- 2008: 22. Platz Mittel, 20. Platz Lang
- 2009: 4. Platz Sprint, 26. Platz Mittel, 28. Platz Lang
- 2010: 6. Platz Sprint, 26. Platz Mittel, Lang dsq.
- 2011: 40. Platz Sprint, 69. Platz Mittel, Lang dsq.